# Franco Arminio
Franco Mario Arminio (Bisaccia, 19 febbraio 1960) è un poeta, scrittore e regista italiano.

## Biografia
Arminio è nato e vive a Bisaccia, in provincia di Avellino. Collabora con il Corriere della sera, Il manifesto e Il Fatto Quotidiano.
È documentarista e promotore di battaglie civili: si è battuto, ad esempio, contro l'installazione delle discariche nel Formicoso e contro la chiusura dell'ospedale di Bisaccia.
Nel 2009, con Vento forte tra Lacedonia e Candela. Esercizi di paesologia, è stato candidato al Premio Napoli.
Roberto Saviano ha definito Franco Arminio «uno dei poeti più importanti di questo paese, il migliore che abbia mai raccontato il terremoto e ciò che ha generato», citando un suo passo: «Venticinque anni dopo il terremoto dei morti sarà rimasto poco. Dei vivi ancora meno». Il 29 novembre 2010 sempre Roberto Saviano legge una poesia di Arminio in prima serata su Rai 3 nella quarta e ultima puntata di Vieni via con me, nel corso di un monologo sul terremoto dell'Aquila del 2009.
Nel luglio 2011, con Cartoline dai morti ha vinto il premio Stephen Dedalus per la sezione "Altre scritture".
Con Terracarne, edito da Mondadori, ha vinto il premio Carlo Levi e il premio Volponi.
Dal 2012 è il direttore artistico del Festival della paesologia "La luna e i calanchi" di Aliano.
Nel 2014 si candida nel collegio Sud alle elezioni europee nella lista L'Altra Europa con Tsipras, ma non viene eletto.
Nel 2015 fonda la "Casa della paesologia" a Trevico, il comune dell'Irpinia antica sede della Baronia.
Nel 2018 gli è stato assegnato il Bronzo dorato all'Arte poetica al Festival Animavì - Cinema d'animazione e arte poetica. Ha ricevuto anche il Premio Brancati per Cedi la strada agli alberi del 2017.
Nel 2019 gli è stata conferita la cittadinanza onoraria dal comune di Acri per l'impegno profuso nella difesa e nella valorizzazione delle aree interne.
Nello stesso anno si candida alla carica di sindaco di Bisaccia, senza essere eletto; entra nel consiglio comunale come capo della minoranza, dimettendosi poi dopo poche settimane.
Per essersi distinto nelle scienze ambientali e naturalistiche, il 15 maggio 2021 gli viene assegnato il Premio Ecologia della Città di Varese 2020 dedicato a Salvatore Furia, fondatore della "Società astronomica G.V. Schiaparelli" di Varese-Campo dei Fiori.
Il 5 febbraio 2022 una sua poesia viene letta dall'attore Filippo Scotti durante la serata finale del Festival di Sanremo.
Nel 2023 la sua opera Sacro Minore (Einaudi 2023) ha vinto la XXXV edizione del Premio Letterario Camaiore - Francesco Belluomini.
Dal 17 febbraio 2024 conduce La biblioteca dei sentimenti, trasmesso su Rai 3 il sabato pomeriggio.

## Filmografia
- Un giorno in edicola (2009)
- Di mestiere faccio il paesologo, regia di Andrea D'Ambrosio (2010)
- Giobbe a Teora (2010)
- Terramossa (2012)

## Televisione
- La biblioteca dei sentimenti (2024)

## Opere
- Cimelio dei profili, Catania, Lunario Nuovo, 1985
- Atleti, Avellino, Associazione librai di Avellino, 1987
- Homo Timens, Avellino, Sellino, 1998
- Sala degli affreschi, Avellino, Sellino, 1999
- Diario civile, Pratola Serra, Sellino, 1999
- L'universo alle undici del mattino, Napoli, Edizioni d'If (collana I miosotis), 2002
- Viaggio nel cratere, Milano, Sironi (collana Indicativo presente), 2003
- Circo dell'Ipocondria, Firenze, Le Lettere (collana Fuori formato), 2006
- Vento forte tra Lacedonia e Candela. Esercizi di paesologia, Bari-Roma, Laterza (collana Contromano), 2008
- Siamo esseri antichi, Avellino, Sellino, 2008 (con Stefania Borriello)
- Poeta con famiglia, Napoli, Edizioni d'If (collana I miosotis), 2009
- Nevica e ho le prove. Cronache dal paese della cicuta, Bari-Roma, Laterza (collana Contromano), 2009
- Cartoline dai morti, Roma, Nottetempo (collana Gransassi), 2010
- Oratorio bizantino, prefazione di Franco Cassano, Roma, Ediesse (collana Carta bianca), 2011
- Le vacche erano vacche e gli uomini farfalle, Roma, Deriveapprodi, 2011
- Terracarne, Mondadori, collana Strade Blu, 2011
- Stato in luogo, Transeuropa. Nuova poetica, 2012
- Geografia commossa dell'Italia interna, Bruno Mondadori, 2013
- Il topo sognatore e altri animali di paese, con disegni di Simone Massi, Rrose Sélavy, 2013
- La punta del cuore, poesie dedicate alla madre, Mephite Edizioni, 2013
- L'amico di Aliano, in Avviso ai naviganti. Nove scrittori per l'Altra Europa, a cura di Valeria Parrella, 2014.
- Nuove cartoline dai morti, Pellegrini Editore, 2016.
- Cedi la strada agli alberi. Poesie d'amore e di terra, Chiarelettere, 2017.
- Resteranno i canti, Bompiani, 2018.
- L'infinito senza farci caso, Bompiani, 2019.
- L'Italia profonda, con Giovanni Lindo Ferretti, Gog Edizioni, 2019.
- La cura dello sguardo, piccola farmacia poetica, Bompiani, 2020.
- Lettere a chi non c'era, Parole dalle terre mosse, Bompiani, 2021.
- Studi sull'amore, Einaudi, 2022
- Sacro Minore, Einaudi, 2023.